# کسل راک (مجموعه تلویزیونی)
کسل راک (به انگلیسی: Castle rock) مجموعه تلویزیونی درام و روان‌شناسی آمریکایی به تهیه‌کنندگی جی جی ابرامز و برگرفته از داستان‌های استیون کینگ است که در سال ۲۰۱۸ از شبکه هولو پخش شد. داستان این سریال در شهر خیالی کسل راک می‌گذرد.

## فرضیه
Castle Rock ترکیبی از "مقیاس اساطیری و داستان سرایی شخصیت های دوست داشتنی از آثار محبوب کینگ، درهم تنیدگی داستان های حماسی از تاریکی و نور است.

## تولید

### توسعه
در 17 فوریه 2017 اعلام شد که این سریال توسط سام شاو و داستین توماسون نوشته می‌شود، Abrams' Bad Robot Productions تهیه کننده و توسط تلویزیون برادران وارنر پخش می‌شود. چهار روز بعد، Hulu فاش کرد که آنها دستور تولید سریال شامل یک فصل اول ده قسمتی را داده اند و تهیه کنندگان اجرایی آن شامل آبرامز، کینگ، شاو، توماسون، بن استفنسون، و لیز گلوتزر خواهند بود. در 12 ژوئیه 2017، اعلام شد که مایکل آپندال به عنوان یک تهیه کننده اجرایی به تولید ملحق می شود و قسمت آزمایشی را کارگردانی می کند.
در 14 آگوست 2018، اعلام شد که Hulu سریال را برای فصل دوم تمدید کرده است،  که اولین بار در 23 اکتبر 2019 پخش شد و در 3 نوامبر 2020، Hulu سریال را پس از دو فصل لغو کرد.

### بازیگران
در 11 می 2017، اعلام شد که آندره هالند برای نقش اصلی سریال انتخاب شده است. در ژوئن 2017، جین لوی، سیسی اسپیسک و ملانی لینسکی به بازیگران اصلی پیوستند. در 10 جولای 2017، بیل اسکارسگارد قرار بود به فهرست ملحق شود. در آگوست 2017، گزارش شد که اسکات گلن و تری اوکوئین به عنوان اعضای ثابت سریال اضافه شده اند، و در 1 مارس 2018، اعلام شد که انتخاب جیکوبز در نقش قبلی وندل دیور تداوم خواهد داشت. در 8 ژوئن 2018، در طول جشنواره تلویزیونی سالانه ATX اعلام شد که آلیسون تولمن نقش قبلی خواهر شخصیت لینسکی را خواهد داشت، و پنج روز بعد، گزارش شد که نوئل فیشر نیز در پروژه خواهد بود.
در مارس 2019، اعلام شد که بازیگران فصل 2 شامل لیزی کاپلان، تیم رابینز، گرت هدلاند، السی فیشر، یوسرا ورساما، برخاد عبدی و متیو آلن در نقش های اصلی خواهند بود. نقش هدلاند نیز بعداً با پل اسپارکس بازنگری شد. در 17 آوریل 2019، گزارش شد که جان هوگناککر برای یک نقش تکراری نامشخص برای فصل 2 انتخاب شده است.

### فیلمبرداری
انتظار می‌رفت که فیلمبرداری اصلی فصل اول در ماساچوست، در مکان‌هایی مانند اورنج، ماساچوست، و در استودیو نیوانگلند در دیونز، ماساچوست انجام شود. در آگوست 2017، تولید در Devens و Orange آغاز شد، جایی که بعنوان منطقه مرکزی شهر بازسازی شده بود تا به عنوان شهر Castle Rock ظاهر شود، و انتظار می‌رفت که تولید تا ژانویه 2018 ادامه یابد. در آن ماه، گروه، همچنین صحنه هایی را در مدرسه ورنون هیل در ووستر، ماساچوست، و در یک خانه قدیمی ویکتوریایی در لنکستر، ماساچوست فیلمبرداری کردند. فیلمبرداری در هفته 21 اوت برای تولید قسمت دوم سریال ادامه داشت. در اواخر سپتامبر 2017، فیلمبرداری در توکسبری، ماساچوست، در موزه بهداشت عمومی در محوطه بیمارستان دولتی توکسبری انجام شد. در اکتبر 2017، فیلمبرداری در گورستان مرکزی در اورنج انجام شد که در آن صحنه تشییع جنازه فیلمبرداری شد. منطقه مرکز شهر در ماه نوامبر برای فاز دیگری از تولید، با ظاهری مدرن‌تر بازسازی شد. از 4 سپتامبر 2017، تا پایان ماه، تولید در زندان سابق ویرجینیای غربی در موندسویل، ویرجینیای غربی، که به عنوان زندان ایالتی شاوشنک تخیلی ظاهر می شد، انجام شد. در 21 نوامبر 2017، فیلمبرداری در ووستر در لابی ساختمان مرکانتیل، که در اتاق هیئت مدیره بازسازی شده بود، انجام شد. در نهایت در 18 دسامبر 2017، تولید فصل پایانی آغاز شد و تا ژانویه، تمام فیلمبرداری به پایان رسید و  گروه تولید 3500 دلار به این شهر اهدا کرد. اداره آتش نشانی 2500 دلار برای کمک به تسهیل تولید دریافت کرد، و Trustees of Soldiers' Memorial ۱۰۰۰ دلار دیگر دریافت خواهند کرد.
جلوه‌های بصری برای تغییر فصل‌ها، از جمله افزودن برف به صحنه‌هایی که در آن برف در محل وجود نداشت، و همچنین برای ایجاد آتش‌سوزی در جنگل در قسمت پنجم استفاده شد.
در سال 2019، گزارش شد که فیلمبرداری برای فصل دوم در مکان‌های اضافی ماساچوست، از جمله ساختمان سابق کارخانه گوشت در کلینتون،  و چندین ملک در گاردنر، انجام می‌شود. بخش‌هایی از فصل 2 قسمت 5 در خانه‌ای در خیابان پراسپکت در لئومینستر، MA فیلم‌برداری شد.

### موسیقی
آهنگ "Twenty Four Hours from Tulsa" سه بار در طول فصل اول استفاده شد، از جمله اولین آهنگی که در اولین پخش شنیده شد (نسخه 1963 ژن پیتنی) و آخرین آهنگی که در تیتراژ پایانی قسمت پایانی شنیده شد (نسخه داستی اسپرینگفیلد 1964) .